# Forcipomyia fuscicalcarata
Forcipomyia fuscicalcarata är en tvåvingeart som beskrevs av Bystrak och Wirth 1978. Forcipomyia fuscicalcarata ingår i släktet Forcipomyia och familjen svidknott.
Artens utbredningsområde är Florida. Inga underarter finns listade i Catalogue of Life.